# Stratiomys zarudnyi
Stratiomys zarudnyi är en tvåvingeart som först beskrevs av Pleske 1899.  Stratiomys zarudnyi ingår i släktet Stratiomys och familjen vapenflugor. Inga underarter finns listade i Catalogue of Life.